# Алатри, Паоло
Паоло Алатри (итал. Paolo Alatri; 1918—1995) — итальянский историк, общественный и политический деятель.

## Биография
Родился 27 февраля 1918 года в Риме в еврейской семье. Учился в одном классе с Бруно Дзеви. В Римском университете изучал философию и литературу. В годы Второй мировой войны вступил в антифашистскую либерально-социалистическую Партию действия, принимал активное участие в обороне Рима (сентябрь 1943 года), а затем в итальянском движении Сопротивления. После войны вступил в Итальянскую коммунистическую партию, по её спискам был избран в Палату депутатов Италии, членом которой был с 7 мая 1963 года по 4 июня 1968 года.
В 1962—1991 годах был генеральным секретарём общества Италия — СССР.

## Историк и журналист
Паоло Алатри интересовался современной европейской историей, с особым интересом относился к реформистам восемнадцатого века, к объединению Италии (которое он преподавал в Университете Палермо), а также к взлетам и падениям фашизма. Его литературные и исторические исследования о жизни и творчестве Габриэле Д’Аннунцио имеют фундаментальное значение, как и его философские исследования лидеров Просвещения и некоторых современных итальянских мыслителей. Среди последней категории — ценная биография Бертрандо Спавента, опубликованная в Риме в 1941 году (его первая работа) и особенно оцененная Бенедетто Кроче, который пригласил автора (тогда ему было всего двадцать три года) в Неаполь для личного знакомства.
Паоло Алатри был приверженцем журналистики. Он писал для l’Unità , Corriere della Seraи других важных газет. Он был главным редактором журнала «Ulisse» и сотрудником «Rinascita и Studi Storici».
Много сделал для изучения истории возникновения фашизма в Италии. Его книга «Возникновение фашизма» получила общественное признание. Она представляет собой сборник статей, написанных в разное время (1948—1956 годы).